# Atypical teratoid rhabdoid tumor
Atypical teratoid rhabdoid tumor (AT/RT) er en sjælden svulst sædvanligvis diagnosticeret i barndommen. Selvom AT/RT sædvanligvis er en hjernesvulst, kan AT/RT forekomme overalt i centralnervesystemet (CNS) inklusive i rygmarven.
| Sygdom | Spire Denne artikel om sygdom er en spire som bør udbygges. Du er velkommen til at hjælpe Wikipedia ved at udvide den. |